# 양개문혁설
양개문혁설(兩個文革說)은 "문화대혁명을 틈타 자신들의 이익을 쟁취하기 위해 반(反)관료, 반(反)특권, 반(反)특권적 권력투쟁, 하층민중투쟁 등이 있었다"고 주장하는 설이다.
양개문혁설을 주장하는 학자들에 따르면, 문화대혁명 연구가 중앙 지도자들 간의 노선 투쟁에 집중되거나 국한되어서는 안 된다고 주장했다.정책 불일치나 권력 투쟁, 그리고 대중의 행동도 연구해야 하는데, 그들의 갈등과 충돌은 중국 사회의 모순을 반영한다는 것이다. 문화대혁명은 두 혁명으로 이루어져 있는데, 하나는 상층부의 권력투쟁이고 다른 하나는 하층의 대중투쟁이다. 이 때 대중이 문화혁명의 계기를 이용해 관료와 특권을 반대하고, 자신의 이익을 쟁취하려 했다는 것이다.
중국 대륙의 학자 진춘밍은 양개문혁설을 반박했는데, 그 방법은 대중행위의 연구를 주장하지만, 다른 하나는 문혁을 마오쩌둥의 문혁과 인민의 문혁으로 나누는 입장은 역사적 사실에 비추어 성립되기 힘들다고 하였다.
쉬유위는 양개문혁설은 문혁 연구에서 서방과 중국 모두에서 가장 중요한 학설일 수 있다며 토론, 연구, 논쟁으로 끌어들인 사람이 가장 많고, 관점이 가장 다양하며, 논쟁이 가장 치열하고 집중적이며, 가장 오랜 기간 지속된 학설이라고 소개했다.